# Derek Allhusen
Derek Swithin Allhusen (Londra, 9 gennaio 1914 – Norwich, 24 aprile 2000) è stato un cavaliere britannico.
Ha vinto due medaglie olimpiche, entrambe alle Olimpiadi 1968 di Città del Messico. In particolare ha vinto la medaglia d'oro nel concorso completo a squadre e la medaglia d'argento nel completo individuale.